# 黒岩常次郎
黒岩 常次郎（くろいわ つねじろう）は、宮崎県都城市の資産家、実業家、教育家。
大正2年に宮崎県都城市母智丘の山道に山桜を植樹した。
　　　　　　　　　　　　　　　　　　　　　　　　　　　　　　　　　　　　　　

## 経歴
明治29年（1896年）山産物商を廃業し、翌年（明治30年）より紙商を営む。その傍ら余財を貸付して利殖の途を計り、馬売買業も兼ね畜産界に貢献する。

## 逸話
元帥　海軍大将　伊東祐亨が飼いならした愛馬（父馬米国産キングスレー　母馬グラント将軍献上の名馬バーフュ血統二回雑種流星鹿毛牝馬七重牧場29年生）１頭を引き出物として進呈され、
自筆の小旗「此馬数年飼養今回黒岩氏へ呈する者也」を添え愛馬に一生の別れを告げた。
月１回家族会（第３土曜日）を開き、一族が一室に集合し、主として教育談を話、子弟の躾け方を善くするとともに、学業成績を試験する目的でしている。
この時に必ず、子や孫に書を読ませ、または、談話をさせる事が大半だった。

## 家族
長男　黒岩常平

## 日常のしきたり
毎日朝の礼式として、まず起床すると、顔を洗い口をゆすぎ、そして襟を正して仏前に座り、誦経する。拝むのが終われば教育勅語文を奉読した。

## 趣味
幼い時より良く馬を愛し、馬を飼うことを趣味としていた。

## 黒岩家　家憲
1. 一、神仏を崇拝し忠孝の道を励むべし。
2. 一、貴賤貧富の区別なく謙譲なれ。
3. 一、衛生を専らにし体育を奨励すべし。
4. 一、時は金なる事を忘ることなかれ。
5. 一、失敗は成功の良師としるべし。
6. 一、如何なる細事と雖も必ず研究せよ。
7. 一、忍耐は成功の基。
8. 一、塵積りて山となり大海を一滴の水よりなる。
9. 一、快楽は事業の成功より大なるはなし。
10. 一、色酒に耽り驕奢を極むれば其身終に亡ぶ。
11. 一、慈善を行へ（悪には悪報あり　善には善報ありと知るべし）
12. 一、商機を見るに敏なれ（下落の時に買ひ騰貴の時に手を附けざるの類なり）
13. 一、商品は薄利にて売れ（高価の品もて利せんとせば却って損失を招くべし）
14. 一、経験なき事業に投資するは湯を川に注ぐに等し何等の効き目なきものと知れ。
15. 一、専業は終に必ず成功す（八方に手を出すは失敗の基なり）